# Сарпсборг
Сарпсборг (норв. Sarpsborg) — город и коммуна в губернии (фюльке) Эстфолл на юго-востоке Норвегии. Город Сарпсборг является административным центром одноимённой коммуны и одновременно административным центром фюльке Эстфолл. Расположен на реке Гломма.
Вместе с Фредрикстадом Сарпсборг образует пятую по населению городскую агломерацию Норвегии с населением около 120 тысяч человек, из которых около 50 тысяч проживает в Сарпсборге, а 70 тысяч — во Фредрикстаде. Основное предприятие города — химические заводы компании Borregaard. Кроме того, важное значение для города имеет пивоварение.
Хоккейный клуб Sparta Warriors, базирующийся в Сарпсборге, трижды становился чемпионом Норвегии, в том числе в сезоне 2008/2009 годов.

## История
Город был основан под названием Borg в 1016 году Олафом Святым. В 1567 году в ходе Северной семилетней войны был сожжён, примерно половина населения была перемещена вниз по реке на то место, где сейчас находится Фредрикстад. В 1702 году в результате оползня существенная часть города была снесена в Гломму. В 1839 году Сарпсборг снова получил права города.
Население в настоящий момент растёт.

## Появились
- Just4Fun — норвежская поп-группа
- Арне Арнардо — норвежский цирковой артист и владелец цирка Арнардо
- Нильсен, Оге Стен — норвежский рок-музыкант